# التربيع والتدوير
رسالة التربيع والتدوير، كتاب هجائي من تأليف أبوعثمان الجاحظ، على شكل رسالة يخاطب فيها رجلاً يدعى أحمد بن عبدالوهاب.
يحتوي الكتاب على إسقاطات مجتمعية على شكل خطاب يوجهه إلى صاحبه، يذكر فيه بإسلوبٍ ساخر عيوبه، وصفاته السيئة والتي يعني بها نقد الخصائل المجتمعية المتفشية في ذلك الوقت، مثل الأنانية والطمع وحب الذات وإدعاء المعرفة العلمية.

## مقدمة الرسالة
"أطال الله بقاءك و أتم نعمته عليك و كرامته لك، قد علمت حفظك الله، إنك لا تحسد على شيء، حسدك على حسن القامة وضخم القامة، وعلى حور العين وجودة القد وعلى طيب الأحدوثة والصنيعة المشكورة، إن هذه الأمور خصائصك التي بها تكلف ومعانيك التي تلهج ... و بعد أبقاك الله فأنت في يدك قياس لا ينكسر، وجواب لا ينقطع، ولك حد لا يفل، وغرب لا ينثني وهو قياسك الذي إليه تنسب، ومذهبك الذي إليه تذهب، أن تقول وما على أن رآني الناس عريضا وأكون في حكمهم غليظا، وأنا عند االله طويل جميل، وفي الحقيقة مقدود رشيق".

## آراء في رسالته
- إبراهيم المدبر: ذكر فيما روى أبوالفرج الأصفهاني عن عبد الله بن جعفر الوكيل قال: كنت يوما عند إبراهيم المدبر فرأيت بين يديه رقعة يردد النظر إليها فقلت له: ما شأن هذه الرقعة كأنه استعجم عليك شيء منها ؟فقال: هذه رقعة أبي عثمان الجاحظ وكلامه يعجبني وأنا أردده على نفسي لشدة إعجابي به.[4]
- المسعودي: "كُتب الجاحظ تجلو صدأ الأذهان و تكشف واضح البرهان، لأنه نظمها أحسن نظم و وصفها أحسن وصف، و كساها من كلامه أجزل لفظ، و كان إذا تخوف ملل القارئ و سآمة السامع خرج من جد إلى هزل، و من حكمة بليغة إلى نادرة لطيفة، و لا يعلم من سلف و خلف من المعتزلة أفصح".[5]